# Mikałaj Sihniewicz
Mikałaj Jauhienawicz Sihniewicz (biał. Мікалай Яўгенавіч Сігневіч, ros. Николай Евгеньевич Сигневич Nikołaj Jewgienjewicz Signiewicz; ur. 20 lutego 1992 w Brześciu) – białoruski piłkarz grający na pozycji napastnika w BATE Borysów.

## Kariera klubowa
Sihniewicz zaczął karierę w SDJuSzOR-5 Brześć. W 2009 trafił do Dynamy Brześć. W sierpniu 2013 podpisał obowiązujący do końca 2016 roku kontrakt z BATE Borysów, jednocześnie pozostając do końca sezonu w Dynamie w ramach wypożyczenia. W grudniu 2016 został wypożyczony na pół roku do AO Platania Chanion. W grudniu 2018 przeszedł do Ferencvárosi TC.

## Kariera reprezentacyjna
W reprezentacji Białorusi zadebiutował 15 listopada 2014 w przegranym 0:3 wyjazdowym meczu eliminacji do Euro 2016 z Hiszpanią, w którym wszedł na boisko w 67. minucie.